# Кузница-Стробинска
Кузница-Стробинска (пол. Kuźnica Ługowska) — село в Польше, в гмине Осьякув Велюнского повета Лодзинского воеводства. Население — 117 человек (2011).
В 1975—1998 годах село принадлежало к Серадзского воеводства.

## Климат
Климат умеренный, мягкая зима и тёплое лето. Средняя температура в январе от −1 °C до −5 °C, в июле от +17 °C до +19 °C. Осадков 500—800 мм.

## Население
Демографическая структура по состоянию на 31 марта 2011 года:
|         | Всего | До трудоспособного возраста | Трудоспособного возраста | Старше трудоспособного возраста |
| ------- | ----- | --------------------------- | ------------------------ | ------------------------------- |
| Мужчины | 48    | 9                           | 29                       | 10                              |
| Женщины | 69    | 15                          | 38                       | 16                              |
| Всего   | 117   | 24                          | 67                       | 26                              |